# Pancho, el perro millonario
Pancho, el perro millonario es una película española de 2014 dirigida por Tom Fernández y protagonizada por el perro Cook, siendo su debut en el cine.

## Resumen
Pongo vive gozando de la buena vida y de los caprichos que le permite su secretario Alberto. Un día, una antigua compañera de la universidad de Alberto; Patricia, quiere junto a su jefe que hagan sobre Pancho productos que realizarán unos niños que trabajan en una fábrica.
Alberto, se niega a esta discriminación laboral de aquellos chicos; pero el jefe de Patricia, Moltalbán no se queda conforme con esto y promete que se vengará.
Días después, dos ladrones y que son esbirros de Moltalbán entran en la casa de Alberto y Pongo.
A pesar de que Alberto había entrenado a su perro para los robos, lo echa de la casa para protegerlo y le dice que ya iría a buscarlo.
Lo que no esperaba el hombre es que en la huida, Pongo pierde el collar que contenía un GPS que usaría Alberto para encontrarle.
Al enterarse de que su amigo iba a buscar al perro,Patricia se ofrece para ayudarle y;  aunque éste le dice rotundamente que no, irán juntos en la búsqueda que se complica al enterarse de que Pongo ha perdido su collar.
Mientras tanto, el perro vagabundea por desconocidas calles hasta que un viejo señor, dueño de un correccional para animales se lo lleva.
En su estancia, el perro intentará escaparse del correccional lo que siempre le resulta en vano y también cuando lo adoptan por primera vez,huye y siempre vuelve a la perrera para que lo adopte alguien de su gusto.
Por otra parte, Alberto y Patricia siguen buscando al famoso perro y al enterarse de que supuestamente está en la perrera idean un plan con dos partes:la primera, pasarse por ladrones y colarse en el sistema del ordenador para averiguar si Pancho está fichado de la que salen victoriosos y la segunda parte será pasarse por dos jóvenes novios que quieren adoptar a Pongo.
Ahí estuvo el  problema, pues el hombre de la perrera descubre su elaborado ardid y los dos protagonistas no recuperan a Pongo.
Y otra de las peripecias que tuvieron Alberto y Patricia es que el jefe de la muchacha los lleva esposados en su coche y los secuestra en su lujosa vivienda.
Sin embargo, Alberto idea un plan para escapar de allí y seguir con la búsqueda.
Por otro lado, el perro ha sido adoptado varias veces, hasta que una pareja de padres se lo lleva para que su único hijo  supere la dolorosa pérdida de su antiguo perro.
El niño, al principio, no le presta atención a Pancho, pero con el paso del tiempo le coge cariño y empieza a jugar con él, hasta se lo enseña a su compañera de clase Claudia, de la que está enamorado, cree haber visto antes al perro en algún otro sitio.
Un día, los dos niños ven un cartel de desaparecido donde reclaman a Pongo, y Pablo se pone muy triste al enterarse ya que se han hecho muy amigos, pero decide hacer lo correcto y llama a su dueño Alberto. Mientras,
él se entera de donde vive el perro y va a casa de Alberto para llevárselo; con la mala suerte de que el hombre ha llegado a casa de la familia del niño y al descubrir donde está vuelve a su hogar temiendo que le pase 
algo malo.
Cuando el chico llega con Pancho a su antigua casa, están los dos ladrones que aparecen al principio y acorralan a los dos amigos.
Patricia y Alberto regresan a casa del hombre para salvar a Pablo y al perro que antes, con su ingenio, recluyeron a Tenazas y a Marcos para que no les hicieran nada peligroso.
Después de llevar al niño a su casa, el perro, su dueño y Patricia se pelean con Moltalbán  y consiguen que al 
malvado personaje y a sus esbirros los llevasen a la cárcel.
Finalmente, Alberto y Patricia dejan que Pablo se quede con Pongo.

## Reparto
- Cook: Pancho. Es un perro rico, caprichoso y engreído que mejora su carácter al final de la película.
- Patricia Conde: Patricia. Es una exestudiante de derecho de la misma promoción que Alberto que le ayuda a encontrar a Pancho.
- María Castro: Luisa. Es una de las clientas que adoptó a Pancho junto a su novio. Su pasión es hacer ejercicio.
- Iván Massagué: Alberto. Es el dueño de Pancho al principio de la película.
- Secun de la Rosa: Tenazas. Es uno de los esbirros de Montalbán.
- Alex O'Dogherty: Marcos "Navajas". Es compañero de Tenazas y es tan malvado como su compañero.
- Armando del Río: Montalbán. Es el jefe de Patricia. Es malvado, pero al final lo encarcelan.
- David Fernández: Felipe
- Marta Hazas: Eva. Madre de Pablo que junto a Miguel adoptan a Pancho
- César Sarachu: Mario, cliente que adoptó a Pancho.
- Eloy Azorín: Pedro, es el novio de Luisa.
- Manuel Baqueiro: Miguel. Es el padre de Pablo que junto a Eva adoptan a Pancho.
- Chiqui Fernández:María, cliente que adoptó a Pancho.
- Denisse Peña: Claudia. Es la amiga de Pablo. Ella también tiene un perro.
- Guillermo Creuheras: Pablo. Es un niño que se hizo amigo de Pancho. Al final de la película, se queda con el perro.
- Miki Nadal: Guardián.
- José Antonio Serrano: Doble Alberto.
- Fernando Martín: Doble Alberto.
- Víctor Luengo: Doble Alberto.
- Ángel Plana: Doble Patricia.
- Mercedes Borobio: Doble Patricia.
- Joe Lewis: Alberto.
- Ramses: Perro adoptado en la foto.

## Taquilla
- España: 2,5 millones de euros.[1][2]
- Italia: 980.995 euros.[3][4]